# Marie Bashkirtseff

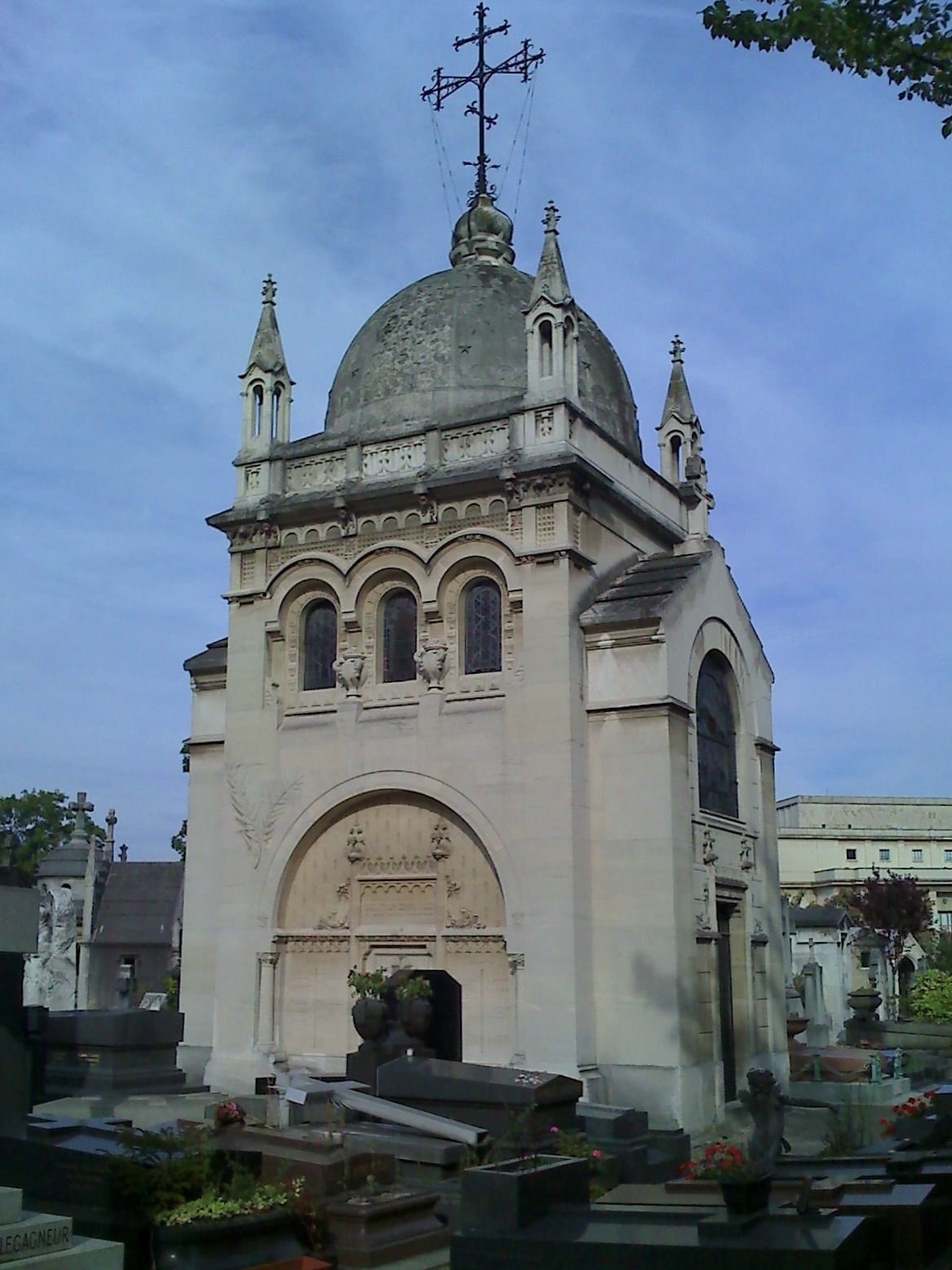
Síremléke a párizsi Passyi temetőben

Marie Bashkirtseff (oroszul: Мария Константиновна Башкирцева; Poltava mellett /Orosz Birodalom, ma Ukrajna/, 1858. november 24. – Párizs, 1884. október 31.) ukrán származású francia festőnő, szobrász és írónő. A naturalizmus irányzatát követte. Naplója és levelei által vált híressé.

## Életútja
Gazdag nemesi családban született. Szülei Marie 12 éves korában elváltak, Marie az édesanyjával és annak szüleivel maradt, akik Bécsbe, Baden-Badenbe, majd Genfbe vitték, onnan Franciaországba . Marie a zenében, a színészetben, a rajzolásban, a festésben mutatott tehetséget, korai torokgyulladása miatt a színészi pályáról le kellett mondania, a rajzot és a festést választotta, a párizsi Julián Akadémián tanult, mestere Jules Bastien-Lepage. Életképeket, portrékat festett, szoborvázlatokat készített, ezek mind mutatják az ő tehetségét, művészi érzékenységét. Sajnos az idők során e művekből számos darab elpusztult vagy elkallódott.
Betegségére, a tuberkulózisra korán fény derült, már 16 éves korában, különböző üdülőhelyeken gyógyíttatta a család, Marie ekkortól kezdve írta naplóját, ebbe a tevékenységbe menekült, hogy legyőzze a halált. Élete utolsó pillanatáig, amely 25 éves korában következett be, írta naplóját és leveleit (levelezésben állt Guy de Maupassant-nal is). Utóbb ezek révén vált híressé, naplójának csonka és a cenzúrázott (a család cenzúrázta, hogy bizonyos családi titkok ne kerüljenek napvilágra, például éppen ez kötődik a művésznő születési dátumával kapcsolatos problémákhoz, sokáig 1860-ra tették születésének évét, a művésznő naplójából kiderül, hogy még 1858-ban, szüleinek összeházasodása előtt született) változata 1887-ben jelent meg francia nyelven és hamarosan számos nyelvre lefordították, angolra 1889-ben, 1897-ben német nyelvre, majd oroszul is megjelent.
A 20. században az euroatlanti kultúrában igen nagy érdeklődést váltott ki naplója. Magyarországon 1920-ban fordította le naplóját magyar nyelvre Udvarhelyi Ádám, két kötetben jelent meg a budapesti Világirodalom-kiadónál, a mű több fordítást és több kiadást is megért Magyarországon is. Még az Osztrák–Magyar Monarchia időszakában szokásos névátírást alkalmazták, Baskircsev Mária ill. Bashkirtseff Mária néven szerepeltették a kötetek címében. 
Francia nyelven is kerültek be munkái közkönyvtárainkba (például: Lettres de Marie Bashkirtseff / Marie Bashkirtseff. Préf. par François Copée. Paris : Charpentier, 1891. XII, 282 p, 6 t. ill.; Noveau journal inédit / Marie Bashkirtseff. Paris : La Revue, 1901. 241 p., 18 t. ill.).
A művésznőt a párizsi Passyi temetőben helyezték örök nyugalomra.

## Írásai magyarul
- Baskircsev Mária naplója / ... ford. Udvarhelyi Ádám. Budapest : Világirodalom, 1920. 2 db
- Baskircsev Mária naplója / ... ford. Nyireő Éva. Budapest : Világirodalom, 1925. 1 db
- Mária Bashkirtseff intim vallomásai / sajtó alá rend. Pierre Borel ; ford. Havas József. Budapest : Dante, [1927]. 4 db
- Baskircsev Mária naplója / francia eredetiből ford. Nyireő Éva. 4. kiad. Budapest : Világirodalom, 1930. 2 db
- Bashkirtseff Mária intim vallomásai / sajtó alá rend. Pierre Borel ; ford. Havas József. Budapest : Dante : Wodianer Nyomda, 1937. 4 db
- Baskircsev Mária naplója / ... ford. Nyireő Éva. Budapest : Nova Irodalmi Intézet, 1943. 2 db
- Bashkirtseff Mária naplója /... ford. Berend Miklósné. Budapest : Genius Kiadás, 194? 478 p.[2]

## Galéria

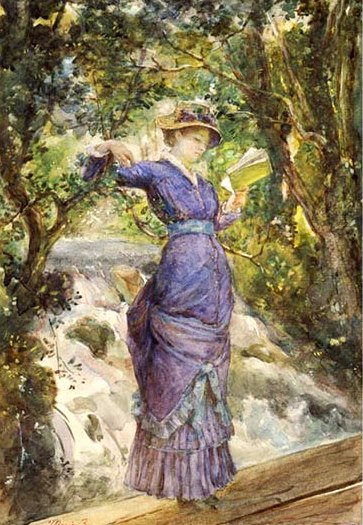
Olvasó nő a vízesésnél
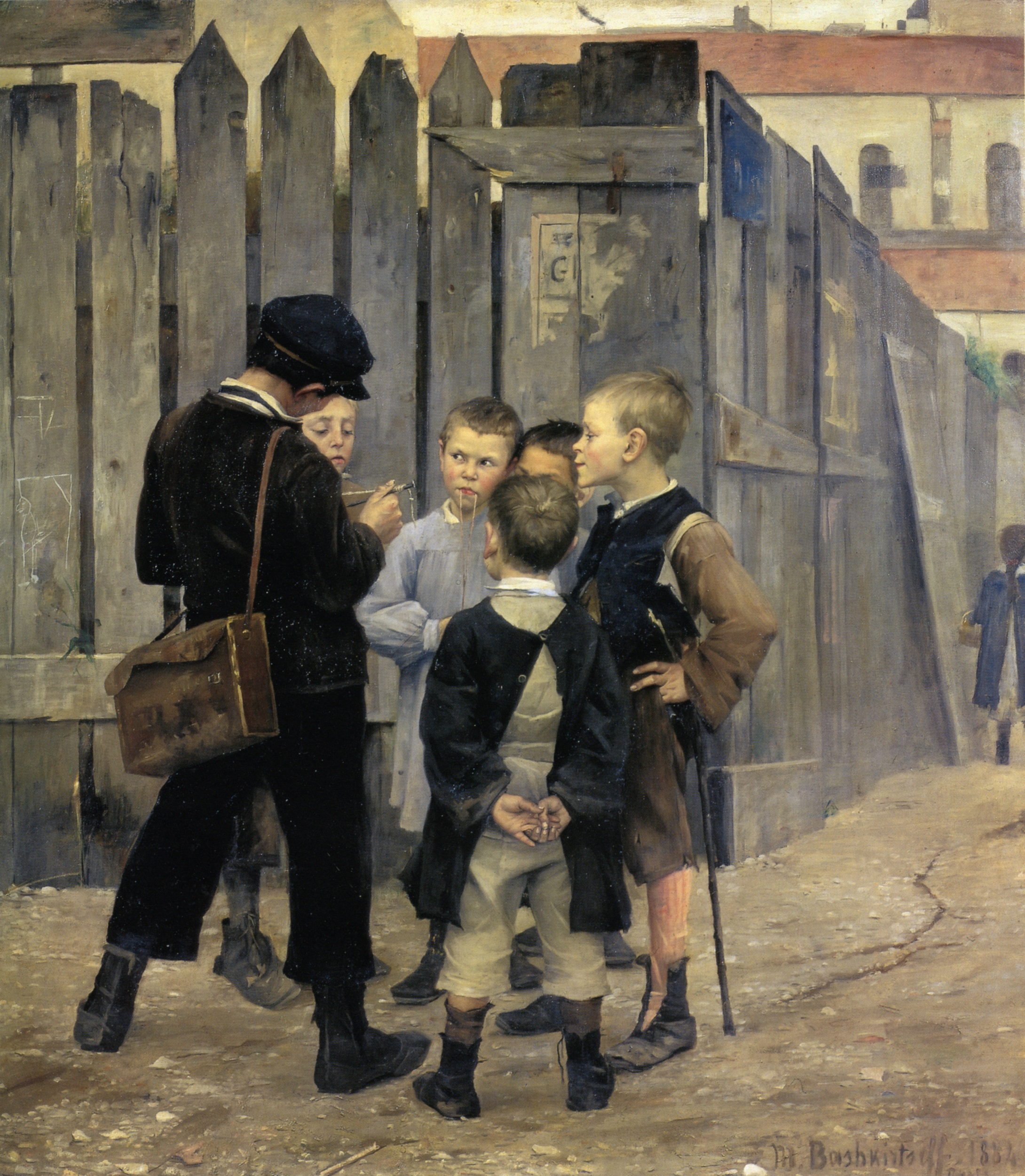
Találkozó (1880)
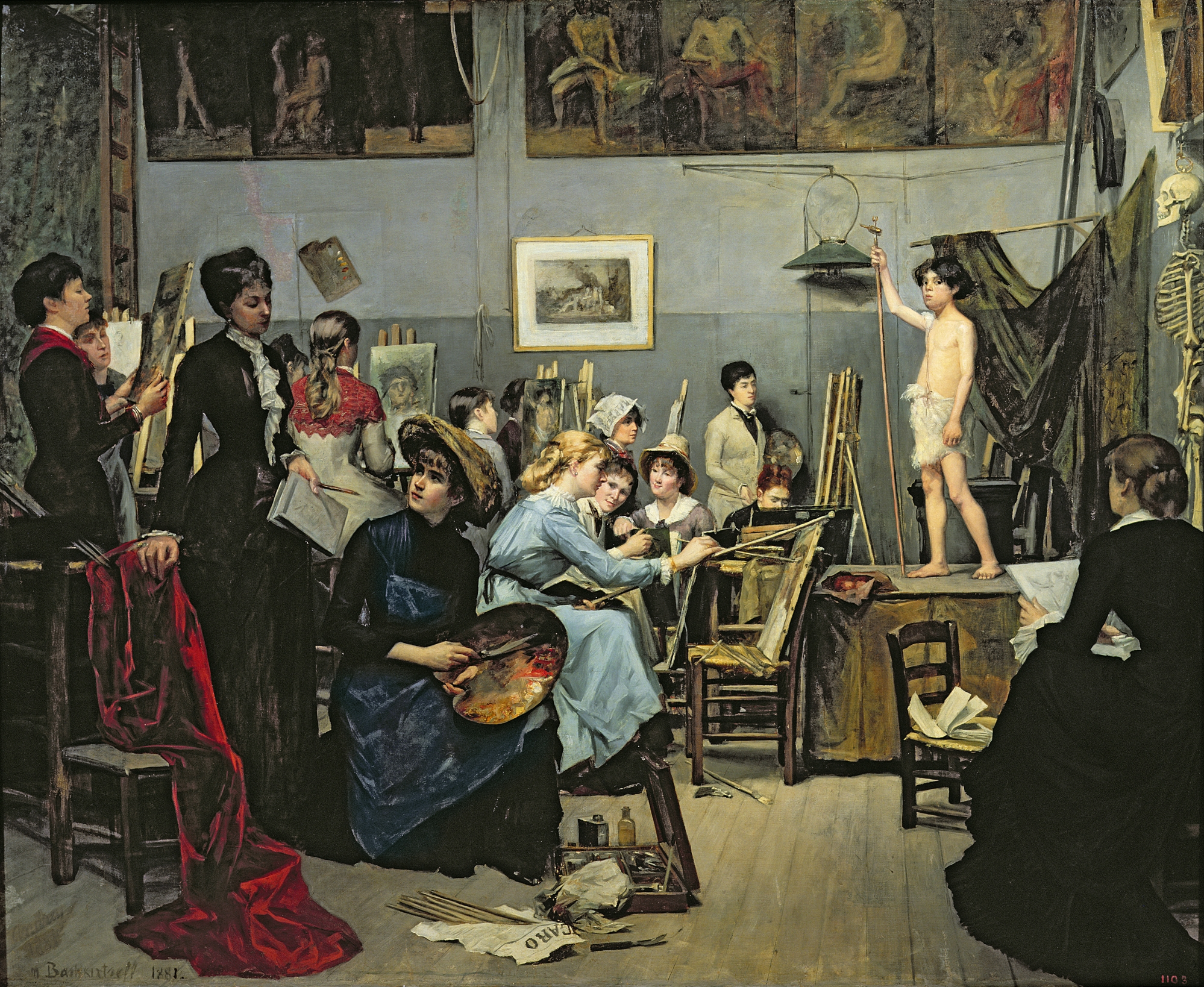
Műteremben (1881)
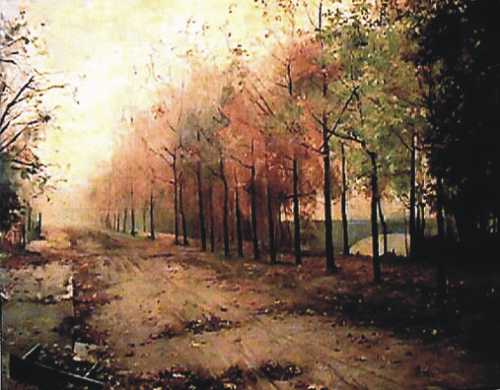
Ősz (1883)
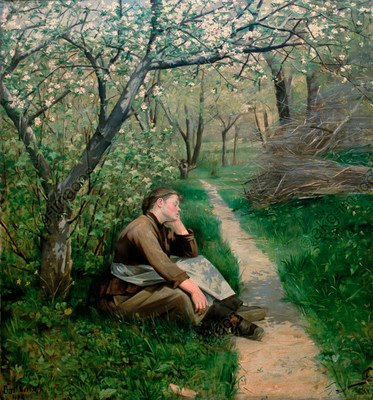
Tavasz (1884)